# 佩尔-奥洛夫·厄斯特兰德
佩尔-奥洛夫·厄斯特兰德（瑞典語：Per-Olof Östrand，1930年6月13日—1980年10月26日），瑞典男子游泳运动员。他曾代表瑞典参加1948年、1952年和1956年夏季奥林匹克运动会游泳比赛，获得一枚铜牌。